# Nur der Freiheit gehört unser Leben (Lied)
Nur der Freiheit gehört unser Leben ist ein von Hans Baumann für die Hitlerjugend gedichtetes Propagandalied.

## Geschichte
Baumann dichtete das Lied 1935 im Auftrag der Reichsjugendführung. Es erreichte schnell große Verbreitung und wurde in zahlreichen nationalsozialistischen Liederbüchern veröffentlicht, unter anderem in Lied über Deutschland (1936), Wir Mädel singen – Liederbuch des BDM (1937), Der helle Tag (1938), Morgen marschieren wir – Liederbuch der deutschen Soldaten (1939), Unser Liederbuch – Lieder der Hitlerjugend (1939) und Kameradschaft im Lied – Chorbuch für Front und Heimat (1944). Es war eines der Pflichtlieder in Hitlerjugend und Bund Deutscher Mädel.
Nach dem Zweiten Weltkrieg wurde das Lied in rechtskonservativen und rechtsextremen Organisationen gesungen. Der Kameradschaftsring Nationaler Jugendverbände wählte es als gemeinsames Fahnenlied aus. Auf diesem Weg fand es Eingang in die Wiking-Jugend und den Bund Heimattreuer Jugend. Es ist bis in die Gegenwart Bundeslied des 1990 in Freibund umbenannten Bundes Heimattreuer Jugend. Das Lied war Parteilied der 1965 aufgelösten rechtsextremen Deutschen Gemeinschaft. Bis heute wird es auf Veranstaltungen der Freiheitlichen Partei Österreichs gesungen. In deren Jugendorganisation Ring Freiheitlicher Jugend Österreich ist es das „Bundeslied“.
Die 1969 entstandene Verfilmung Nur der Freiheit gehört unser Leben von Horváths Jugend ohne Gott nimmt den Liedtitel auf.

## Inhalt
Das Lied greift das von Hitler in Mein Kampf propagierte Bild des militärischen Freiheitskampfs zum Erhalt des Volkstums auf und verknüpft es mit positiv besetzten Stimmungsbildern von Saat und Ernte, Heimat, Morgenrot und Naturschilderungen. Die in der dritten Strophe geschilderte Friedenssehnsucht wird mit der „Suche[.] […] nach dem Feind“ verbunden, der überwunden wurden muss, „[d]aß die Heimat den Frieden soll finden“. Es verkörpert damit „geradezu archetypisch die Stilisierung des Freiheitskampfs im Liedgut der nationalsozialistischen Epoche“, weicht durch seine lyrische Form aber von der sonst in Freiheitsliedern üblichen martialischen Rhetorik ab.